# Air War
„Air War” – singel zespołu Crystal Castles wydany 17 grudnia 2007 przez London UK's Trouble Records jako 7" winyl. Wcześniejsza wersja utworu została wydana w lipcu 2006 jako B-Side do „Alice Practice” w London UK's Merok Records. Tekst utworu został zaczerpnięty z książki Jamesa Joyce’a „Ulisses”.

## Track lista

### 7": Trouble UK
1. Air War - 4:06
2. Air War (David Wolf Remix) - 3:16

### CD: So Sweet UK
1. Air War - 4:06
2. XxzxcuZx Me - 1:53